# Championnat d'Europe de baseball
Le Championnat d'Europe de baseball est une compétition continentale mettant aux prises les sélections nationales du vieux continent sous l'égide de la WBSC Europe. Cette épreuve se joue tous les ans entre 1954 et 1958, puis tous les deux ans depuis 1958.

## Histoire
Cette compétition est créée en 1954. Avec 24 titres remportés, les Pays-Bas dominent le palmarès devant l'Italie qui comptabilise 10 titres. L'Espagne complète le palmarès avec 2 titres, suivie de la Belgique avec 1 succès.

## La compétition
Ces dernières saisons, la compétition se tient en deux phases : une phase qualificative et une phase finale impliquant douze sélections nationales. Cette phase finale se tient sur une dizaine de jours sous forme de tournoi avec une phase de poules (deux groupes de six), puis une poule finale n'impliquant que les six meilleures nations.
À partir de 2019, la deuxième phase de la compétition se déroule au format quarts de finale, demi-finales et finale en lieu et place d'une poule finale au format round robin.

## Palmarès
| Année        | Lieu                     |          | Or          | Argent    | Bronze |
| ------------ | ------------------------ | -------- | ----------- | --------- | ------ |
| 1954 Détails | Belgique                 | Italie   | Espagne     | Belgique  |        |
| 1955 Détails | Espagne                  | Espagne  | Belgique    | Allemagne |        |
| 1956 Détails | Italie                   | Pays-Bas | Belgique    | Italie    |        |
| 1957 Détails | Allemagne de l'Ouest     | Pays-Bas | Allemagne   | Italie    |        |
| 1958 Détails | Pays-Bas                 | Pays-Bas | Italie      | Allemagne |        |
| 1960 Détails | Espagne                  | Pays-Bas | Italie      | Espagne   |        |
| 1962 Détails | Pays-Bas                 | Pays-Bas | Italie      | Espagne   |        |
| 1964 Détails | Italie                   | Pays-Bas | Italie      | Espagne   |        |
| 1965 Détails | Espagne                  | Pays-Bas | Italie      | Allemagne |        |
| 1967 Détails | Belgique                 | Belgique | Royaume-Uni | Allemagne |        |
| 1969 Détails | Allemagne de l'Ouest     | Pays-Bas | Italie      | Espagne   |        |
| 1971 Détails | Italie                   | Pays-Bas | Italie      | Allemagne |        |
| 1973 Détails | Pays-Bas                 | Pays-Bas | Italie      | Espagne   |        |
| 1975 Détails | Espagne                  | Italie   | Pays-Bas    | Allemagne |        |
| 1977 Détails | Pays-Bas                 | Italie   | Pays-Bas    | Belgique  |        |
| 1979 Détails | Italie                   | Italie   | Pays-Bas    | Belgique  |        |
| 1981 Détails | Pays-Bas                 | Pays-Bas | Italie      | Suède     |        |
| 1983 Détails | Italie                   | Italie   | Pays-Bas    | Belgique  |        |
| 1985 Détails | Pays-Bas                 | Pays-Bas | Italie      | Belgique  |        |
| 1987 Détails | Espagne                  | Pays-Bas | Italie      | Espagne   |        |
| 1989 Détails | Paris                    | Italie   | Pays-Bas    | Espagne   |        |
| 1991 Détails | Italie                   | Italie   | Pays-Bas    | Espagne   |        |
| 1993 Détails | Suède                    | Pays-Bas | Italie      | Suède     |        |
| 1995 Détails | Pays-Bas                 | Pays-Bas | Italie      | Belgique  |        |
| 1997 Détails | Paris                    | Italie   | Pays-Bas    | Espagne   |        |
| 1999 Détails | Italie                   | Pays-Bas | Italie      | France    |        |
| 2001 Détails | Allemagne                | Pays-Bas | Russie      | Italie    |        |
| 2003 Détails | Pays-Bas                 | Pays-Bas | Grèce       | Espagne   |        |
| 2005 Détails | Tchéquie                 | Pays-Bas | Italie      | Espagne   |        |
| 2007 Détails | Barcelone                | Pays-Bas | Royaume-Uni | Espagne   |        |
| 2010 Détails | Stuttgart                | Italie   | Pays-Bas    | Allemagne |        |
| 2012 Détails | Pays-Bas                 | Italie   | Pays-Bas    | Espagne   |        |
| 2014 Détails | et Tchéquie et Allemagne | Pays-Bas | Italie      | Espagne   |        |
| 2016 Détails | Pays-Bas                 | Pays-Bas | Espagne     | Italie    |        |
| 2019 Détails | Allemagne                | Pays-Bas | Italie      | Espagne   |        |
| 2021 Détails | Italie                   | Pays-Bas | Israël      | Italie    |        |
| 2023 Détails | Tchéquie                 | Espagne  | Royaume-Uni | Pays-Bas  |        |

## Bilan par nation
| Rang  | Pays        | Or | Argent | Bronze | Total |
| ----- | ----------- | -- | ------ | ------ | ----- |
| 1     | Pays-Bas    | 24 | 9      | 1      | 34    |
| 2     | Italie      | 10 | 17     | 5      | 32    |
| 3     | Espagne     | 2  | 2      | 15     | 19    |
| 4     | Belgique    | 1  | 2      | 6      | 9     |
| 5     | Royaume-Uni | 0  | 3      | 0      | 3     |
| 6     | Allemagne   | 0  | 1      | 7      | 8     |
| 7     | Grèce       | 0  | 1      | 0      | 1     |
| 7     | Israël      | 0  | 1      | 0      | 1     |
| 7     | Russie      | 0  | 1      | 0      | 1     |
| 10    | Suède       | 0  | 0      | 2      | 2     |
| 11    | France      | 0  | 0      | 1      | 1     |
| Total | Total       | 37 | 37     | 37     | 111   |